# Veliki Kabao
Veliki Kabao (srbsko Велики Кабао), znan tudi kot Zubački Kabao (srbsko Зубачки Кабао), ali preprosto Orjen, je topografski vrh na meji med Bosno in Hercegovino ter Črno goro. S 1894 m je najvišji vrh Orjenskega pogorja v Dinarskem gorstvu. Je tudi najvišji vrh vzhodnega Jadrana. Na Velikem Kablu se srečajo trije grebeni Orjena: Borovnik, Prasa in Buganja.
Z Velikega Kabla je razgled na okoliško dinarsko gorovje, vse do Trebinja in Popovega polja, Boke Kotorske z jadransko obalo ter v notranjost vse do Durmitorja, na jugovzhodu pa do Skadarskega jezera in gora Albanije. 
Na grebenu na 1596 m nadmorske višine stoji planinska koča.

## Geologija
Vrh piramidne oblike, ki je ledeniško preoblikovan, se dviga na sredi grebena, obkrožajo ga krnice. Zgrajen je iz nanosov izredno čistega apnenca in dolomita, ki imata sivobele do modrosive odtenke. V bližini se nahajata dve snežišči, ki skopnita konec junija in sta tako zadnja ostanka ledeniškega delovanja na tem območju.

## Zgodovina
Vrh je prvič omenil arabski popotnik in trgovec Evlija Čelebi. Goro z okolico sta v 19. stoletju podrobneje raziskovala Robert Visiani in Josif Pančić. Leta 1868 so vrh prvič dokumnetirano osvojili nemški botanik Friederich August Ascherson, spremljala sta ga Felix Huter in Pichler.
Markirana pot na Zubački Kabao z Orjenskega sedla je najstarejša planinska pot v Črni gori. V osemdesetih letih 19. stoletja jo je zgradila avstroogrska vojska pod vodstvom generala Varešanina v pripravah na obisk princa Rudolfa, ki se je na vrh povzpel leta 1886. Vrh z okolico so na prelomu 19. v 20. stoletje Avstrijci preuredili v smučarsko središče, predvsem za Avstrijce, ki so živeli v Boki Kotarski.
Po drugi svetovni vojni je bil vrh najbolj obiskana gora v obalnem delu Črne gore. Masovni turizem se je prekinil aprila 1979, ko je regijo prizadel hujši potres.

## Galerija
- Pogled na vrh
- Severozahodno pobočje Velikega Kabla
- Pogled na vrh od blizu
- Z zimzelenim gozdom poraščen vrh